# Maksim Gurov
Maksim Gurov (født 30. januar 1979) er en kasakhisk professionel landevejsrytter, som forøjeblikket er uden kontrakt, han kørte senest for det kasakhiske ProTour-hold XDS Astana Team.